# Plecia borneensis
Plecia borneensis är en tvåvingeart som beskrevs av Edwards 1931. Plecia borneensis ingår i släktet Plecia och familjen hårmyggor. Inga underarter finns listade i Catalogue of Life.